# Elvira Ríos
Elvira Ríos (* 16. November 1914 in Mexiko-Stadt; † 13. Januar 1987 ebenda) war eine mexikanische Sängerin und Schauspielerin.
In den 1930er und 1940er Jahren agierte sie in mehreren Spielfilmen. darunter vor allem mexikanische Produktionen. In Hollywood agierte sie 1939 in dem amerikanischen Western-Klassiker Stagecoach (Ringo/Höllenfahrt nach Santa Fe) von John Ford. Dort spielte sie Yakima, die Apachen-stämmige Ehefrau des Postkutschenstationshalters Chris. In der deutschen Filmfassung wurden ihre Dialogszenen allerdings herausgeschnitten, weshalb Filmfigur und Darstellerin im deutschsprachigen Raum nur wenig bekannt sind.

## Filmografie
- 1937: ¡Esos hombres
- 1938: Mexikanische Nächte (Tropic Holiday)
- 1939: Ringo (Stagecoach)
- 1939: Cupid Rides the Range (Kurzfilm)
- 1939: Verrat im Dschungel (The Real Glory)
- 1942: Ven mi corazón te llama
- 1944: Murallas de pasión
- 1948: El tango vuelve a París
- 1959: Melodías inolvidables

## Filmmusik
- 1938: Tropic Holiday (Interpretin: “The Lamp on the Corner/Farolita”, “My First Love/Mi primer amor (Mujer)”, “Tonight Will Live/Oración caribe”)
- 1939: Stagecoach (Interpretin: “En mi soledad”)
- 1942: Ven mi corazón te llama (Interpretin: “Acercate mas”, “Flores negras”, “Desesperadamente”)
- 1948: El tango vuelve a París (Interpretin: “La barca de oro”, “Perfidia”)
- 1959: Melodías inolvidables (Interpretin: “Noche de ronda”, “Noche de luna”)